# طربوش الملك
طربوش الملك (الاسم العلمي: Clerodendrum  splendens)، هو نبات ينتمي إلى شفوية (فصيلة: Lamiaceae).

## الوصف
هو نبات متسلق دائم الخضرة، قد ينمو إلى 3 أمتار (9.8 أقدام) أو أكثر، مع عناقيد من الزهور القرمزية المميزة في الصيف.

## التربية
تتم رعايته عند درجة حرارة لا تقل عن 10 درجات مئوية (50 درجة فهرنهايت)، كما يتطلب حماية زجاجية خلال أشهر الشتاء في معظم المناطق المعتدلة.